# Madge (Wisconsin)
Madge es un pueblo ubicado en el condado de Washburn en el estado estadounidense de Wisconsin. En el Censo de 2010 tenía una población de 508 habitantes y una densidad poblacional de 5,75 personas por km².

## Geografía
Madge se encuentra ubicado en las coordenadas 45°45′56″N 91°45′5″O / 45.76556, -91.75139. Según la Oficina del Censo de los Estados Unidos, Madge tiene una superficie total de 88.31 km², de la cual 81.16 km² corresponden a tierra firme y (8.09%) 7.15 km² es agua.

## Demografía
Según el censo de 2010, había 508 personas residiendo en Madge. La densidad de población era de 5,75 hab./km². De los 508 habitantes, Madge estaba compuesto por el 98.62% blancos, el 0% eran afroamericanos, el 0.59% eran amerindios, el 0.2% eran asiáticos, el 0% eran isleños del Pacífico, el 0.39% eran de otras razas y el 0.2% pertenecían a dos o más razas. Del total de la población el 0.39% eran hispanos o latinos de cualquier raza.